# Axiologie
L’axiologie (du grec axios : valeur, qualité) étudie la nature, les sources et les types de valeurs sociales et morales. C'est un domaine de la philosophie, interdisciplinaire et étroitement associé aux sciences humaines et sociales telles que l'économie, la sociologie, l'anthropologie et la psychologie.

## Historique du terme
Il est difficile de dire qui a introduit le premier le terme d'« axiologie ». Il est utilisé dès 1877 par Eduard von Hartmann qui en fait une présentation en français dans « L'Axiologie et ses divisions » en 1890, avant son ouvrage de 1908 Grundriss der Axiologie oder Wertwägungslehre (Esquisse d'une axiologie ou théorie de la valeur). Dès le début du XXe siècle, on constate que l'emploi est plus fréquent[réf. nécessaire]. On le trouve notamment en France dans l'ouvrage de Paul Lapie Logique de la volonté (1902) au sens restreint de science de la valeur morale,.

## Définitions
Les fondateurs de l'axiologie sont des philosophes allemands des XIXe et XXe siècles.
Max Weber défend la "neutralité axiologique" dans « Le Savant et le politique », cycle de conférences qu'il donne en 1917-1919. Cette neutralité axiologique est désormais reconnue, par leurs paires et pairs, à celles et ceux qui, en histoire et en sociologie, cherchent à atteindre autant d'objectivité que possible en s'interdisant, dans l'étude de leur sujet, tout jugement de valeur.
Le terme "axiologie" est souvent employé en français au sens de "système de valeurs".

## Philosophie axiologique
C'est surtout dans l'Allemagne de la fin du XIXe siècle que sont apparus des philosophes se réclamant de l'axiologie (tels Heinrich Rickert ou Wilhelm Windelband). En France, un courant axiologique « spiritualiste » se développa plus tard autour notamment de Louis Lavelle.
Pour certains, l’axiologie doit être considérée comme une recherche pour établir une hiérarchie entre les valeurs (comme dans la Généalogie de la morale de Nietzsche ou dans les travaux de Max Scheler). En ce sens, elle peut se décomposer en deux parties :
- l’éthique ;
- l’esthétique.

Les deux parties étant par excellence deux domaines « axiologiques » (relevant du monde des valeurs), c'est-à-dire soumis à la nécessité d'être pris en charge en termes de valeur (à commencer par les plus générales : « bien », « mal », « beau », « laid », etc.). Ce qui, par conséquent, introduit les problèmes liés à l'argumentation, car le domaine des valeurs est en étroite dépendance avec les arguments mobilisés par des interlocuteurs pour faire valoir une critique de goût (esthétique) ou pour justifier ou juger d'une conduite (éthique). Le philosophe Chaïm Perelman envisage la question de l'axiologie du point de vue de la rhétorique et de l'argumentation dans sa Nouvelle Rhétorique.